# Asociația Editorilor de Presă Locală și Regională de Limbă Maghiară
Audiență: 313000
     Háromszék: 61000 (19,49%)
     Bihari Napló: 60000 (19,17%)
     Nyugati Jelen: 22000 (7,03%)
     Népújság: 50000 (15,97%)
     Szabadság: 35000 (11,18%)
     Szatmári Friss Újság: 32000 (10,22%)
     Hargita Népe: 53000 (16,93%)
Tiraj: 84100
     Háromszék: 17000 (20,21%)
     Bihari Napló: 13000 (15,46%)
     Nyugati Jelen: 6100 (7,25%)
     Népújság: 16000 (19,02%)
     Szabadság: 8000 (9,51%)
     Szatmári Friss Újság: 8000 (9,51%)
     Hargita Népe: 16000 (19,02%)
Abonați: 71400
     Háromszék: 14000 (19,61%)
     Bihari Napló: 14400 (20,17%)
     Nyugati Jelen: 11000 (15,41%)
     Népújság: 6000 (8,4%)
     Szabadság: 8000 (11,2%)
     Szatmári Friss Újság: 7000 (9,8%)
     Hargita Népe: 11000 (15,41%)
Asociația Editorilor de Presă Locală și Regională de Limbă Maghiară din România reprezintă circa 90% din piața cotidienelor maghiare din România. Scopul lor este menținerea și dezvoltarea presei maghiare din România.

### Pagina asociației
- ro  Pagina oficială a asociației  Arhivat în 30 iunie 2007, la Wayback Machine.

### Paginile membrilor
- hu  Háromszék
- hu  Hargita Népe Arhivat în 7 februarie 2007, la Wayback Machine.
- hu  Népújság Arhivat în 5 februarie 2007, la Wayback Machine.
- hu  Bihari Napló
- hu  Szatmári Friss Újság Arhivat în 17 iunie 2012, la Wayback Machine.
- hu  Nyugati Jelen
- hu  Szabadság